# 南蔚山駅
南蔚山駅（ナムルサンえき）は、かつて蔚山広域市南区に存在した東海南部線の鉄道駅である。

## 歴史
- 1987年 : 臨時乗降場として営業開始。
- 1992年 8月20日 : 蔚山市内の線路移設に伴い廃駅。